# Championnat de Hong Kong de rugby à XV 2022-2023
Navigation
Championnat 2021-2022 Championnat 2023-2024
Le Championnat de Hong Kong de rugby à XV 2022-2023 appelé Nan Fung Group / SEWIT Men’s Hong Kong Premiership 2022-2023, oppose les six meilleures équipes hongkongaise de rugby à XV. Il débute le 1er octobre 2022, et se termine par une finale le 18 mars 2023. 

## Les clubs de l'édition 2023
Les six équipes qui participent au Premiership sont :		
| Valley HKFC Kowloon USRC Sandy Bay Scottish |

| Équipe                      | Stade                           | Ville     |
| --------------------------- | ------------------------------- | --------- |
| DAC Kowloon RFC             | King's Park Sports Ground       | Hong Kong |
| HKFC Natixis Club           | Hong Kong Football Club Stadium | Hong Kong |
| ImpactHK HKU Sandy Bay RFC  | So Kon Po Recreation Ground     | Hong Kong |
| KPMG Hong Kong Scottish RFC | Shek Kip Mei Park Sports Centre | Hong Kong |
| Kroll USRC Tigers RFC       | King's Park Sports Ground       | Hong Kong |
| Société Générale Valley RFC | King's Park Sports Ground       | Hong Kong |

## Format de la compétition
Les clubs s'affrontent à trois reprises. Les quatre premiers sont qualifiés pour les phases finales, disputées en un match sec.

## Premier tour
| Rang | Club          | J  | V  | N | D  | Pm  | Pe  | Diff | Pts |
| ---- | ------------- | -- | -- | - | -- | --- | --- | ---- | --- |
| 1    | HKFC          | 15 | 13 | 0 | 2  | 479 | 240 | +239 | 62  |
| 2    | Valley        | 15 | 8  | 0 | 7  | 461 | 341 | +120 | 47  |
| 3    | HKU Sandy Bay | 15 | 8  | 0 | 7  | 410 | 388 | +22  | 45  |
| 4    | Scottish      | 15 | 8  | 0 | 7  | 385 | 333 | +52  | 43  |
| 5    | Kowloon       | 15 | 5  | 0 | 10 | 264 | 453 | -189 | 24  |
| 6    | USRC Tigers   | 15 | 3  | 0 | 12 | 224 | 468 | -244 | 16  |

|  | Qualifiés pour les phases finales (no 1, no 2, no 3, no 4). |

## Phases finales
Le HKFC remporte son cinquième titre consécutif, consolidant ainsi son record de titres dans la ligue.
|  | Demi-finales       | Demi-finales |      |    | Finale       | Finale       |
|  | Demi-finales       | Demi-finales |      |    | Finale       | Finale       |
|  |                    |              |      |    |              |              |
|  | 11 mars 2023       | 11 mars 2023 |      |    | 18 mars 2023 | 18 mars 2023 |
|  | 11 mars 2023       | 11 mars 2023 |      |    | 18 mars 2023 | 18 mars 2023 |
|  | HKFC               | 30           |      |    | 18 mars 2023 | 18 mars 2023 |
|  | HKFC               | 30           |      |    | 18 mars 2023 | 18 mars 2023 |
|  | Hong Kong Scottish | 3            |      |    | 18 mars 2023 | 18 mars 2023 |
|  | Hong Kong Scottish | 3            | HKFC | 26 |              |              |
|  | 11 mars 2023       |              | HKFC | 26 |              |              |
|  |                    | Valley RFC   | 24   |    |              |              |
|  | Valley RFC         | Valley RFC   | 24   | 19 |              |              |
|  | Valley RFC         |              |      | 19 |              |              |
|  | HKU Sandy Bay RFC  | 18           |      |    |              |              |
|  | HKU Sandy Bay RFC  | 18           |      |    |              |              |

### Résultats détaillés

#### Finale
| 18 mars 2023 18h00 | HKFC    | 26 - 24 | Valley RFC | King's Park Sports Ground, Hong Kong |
| 18 mars 2023 18h00 | Rapport |         |            | King's Park Sports Ground, Hong Kong |
| 18 mars 2023 18h00 |         |         |            | King's Park Sports Ground, Hong Kong |

| Titulaires James Hood 15 Max Denmark 14 Benjamin Smith 13 Thomas Hill 12 Frederick Owsley 11 Niall Rowark 10 Jamie Lauder 9 Joshua Hrstich 8 Pierce MacKinlay-West 7 Charles Kingham 6 Charles Field 5 Charles Granger 4 Keelan Chapman 3 John McCormick-Houston 2 Mason Tupaea 1 Remplaçants Matthew Dobbyn 16 Callum Hardie 17 Ronan Donnelly 18 Callum McCullough 19 Gabriel Carroll 20 Hugh McCormick-Houston 21 Russell Webb 22 Eremia Tapsell 23 |  | Titulaires 15 Hugo Stiles 14 Luke Treharne 13 Elden Schoeman 12 Max Woodward 11 Henry Shiell 10 Laurence May 9 Katsuya Fukunaga 8 Robert Lennox 7 Sion Bennett 6 James Cunningham 5 Martin Muller 4 Nyasha Tarusenga 3 Faizal Solomona Penesa 2 Luke Dewar 1 Thomas Concu Remplaçants 16 Dayne Jans 17 Rory Young 18 Barend Potgieter 19 Christopher Te Mete 20 Carl Marks 21 William Batcup 22 Rob Fogerty 23 Luke Van Der Smit |